# Wilkasy (Wieliczki)
Wilkasy (deutsch Willkassen) ist ein Dorf in der polnischen Woiwodschaft Ermland-Masuren und gehört zur Landgemeinde Wieliczki (Wielitzken, 1938–1945 Wallenrode) im Powiat Olecki (Kreis Oletzko, 1933–1945 Kreis Treuburg).

## Geographische Lage
Wilkasy liegt im Osten der Woiwodschaft Ermland-Masuren, zehn Kilometer südöstlich der Kreisstadt Olecko (Marggrabowa, umgangssprachlich auch Oletzko, 1928–1945 Treuburg).

## Geschichte
Im Jahre 1508 wurde das nach 1774 Wilkossen, nach 1785 Wilkaschen und bis 1945 Willkassen genannte Dorf gegründet. Zwischen 1874 und 1945 war es Teil des Amtsbezirks Wielitzken (polnisch Wieliczki), der – 1938 in „Amtsbezirk Wallenrode“ umbenannt – zum Kreis Oletzko (1933–1945: Kreis Treuburg) – im Regierungsbezirk Gumbinnen der preußischen Provinz Ostpreußen gehörte.
Im Jahre 1910 waren 512 Einwohner in Willkassen registriert. Ihre Zahl verringerte sich bis 1933 auf 420 und belief sich 1939 noch auf 409.
Aufgrund der Bestimmungen des Versailler Vertrags stimmte die Bevölkerung im Abstimmungsgebiet Allenstein, zu dem Willkassen gehörte, am 11. Juli 1920 über die weitere staatliche Zugehörigkeit zu Ostpreußen (und damit zu Deutschland) oder den Anschluss an Polen ab. In Willkassen stimmten 378 Einwohner für den Verbleib bei Ostpreußen, auf Polen entfiel keine Stimme.
In Kriegsfolge kam der Ort 1945 mit dem gesamten südlichen Ostpreußen zu Polen und erhielt die polnische Namensform „Wilkasy“. Heute ist das Dorf Sitz eines Schulzenamtes (polnisch sołectwo) und eine Ortschaft im Verbund der Gmina Wieliczki (Wielitzken, 1938–1945 Wallenrode) im Powiat Olecki (Kreis Oletzko, 1933–1945 Kreis Treuburg), bis 1998 der Woiwodschaft Suwałki, seither der Woiwodschaft Ermland-Masuren zugehörig.

## Soldatenfriedhof 1914–1918

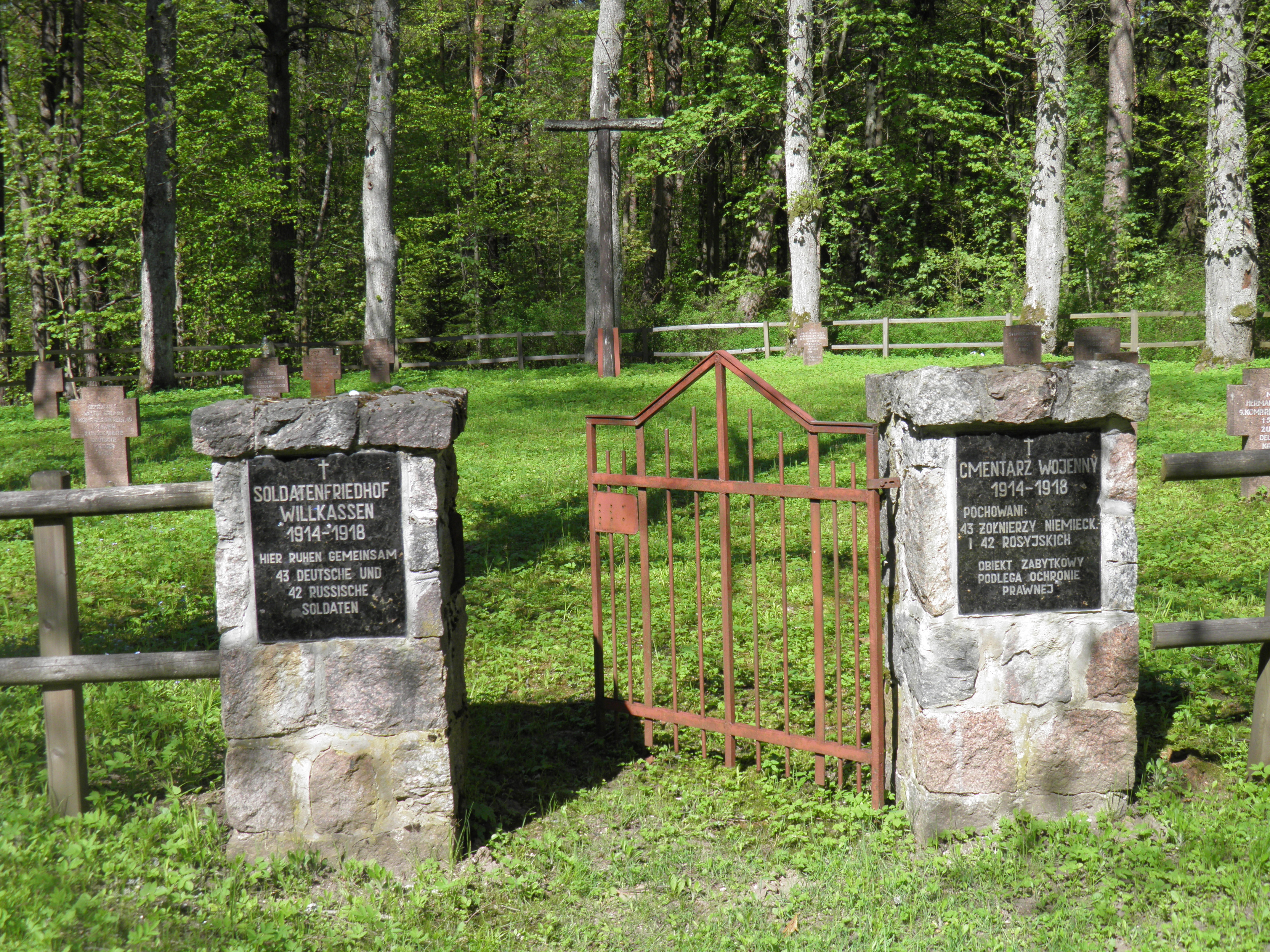
Eingang zum Soldatenfriedhof in Wilkasy

In Wilkasy besteht ein Ehrenfriedhof für die im Ersten Weltkrieg gefallenen Soldaten. Es wird an 43 russische und 42 deutsche Soldaten erinnert, die hier gemeinsam zur letzten Ruhestätte gefunden haben.

## Kirche
Willkassen war bis 1945 in die evangelische Kirche Wielitzken in der Kirchenprovinz Ostpreußen der Kirche der Altpreußischen Union und in die katholische Pfarrkirche Marggrabowa (Treuburg) im Bistum Ermland eingepfarrt.
Heute gehört Wilkasy katholischerseits zur Pfarrkirche Wieliczki im Bistum Ełk der Römisch-katholischen Kirche in Polen. Hier lebende evangelische Kirchenglieder orientieren sich zu den Kirchen in Ełk (deutsch Lyck) und Suwałki in der Diözese Masuren der Evangelisch-Augsburgischen Kirche in Polen.

## Verkehr
Wilkasy ist von Wieliczki aus auf direktem Wege zu erreichen. Das Dorf ist Bahnstation an der – allerdings nicht mehr regulär befahrenen – Bahnstrecke Olecko–Suwałki.